# Margerie-Chantagret
Margerie-Chantagret ist eine französische Gemeinde mit 841 Einwohnern (Stand: 1. Januar 2022) im Département Loire in der Region Auvergne-Rhône-Alpes. Sie gehört zum Arrondissement Montbrison und zum Gemeindeverband Loire Forez Agglomération.

## Geografie
Margerie-Chantagret liegt etwa neun Kilometer südlich von Montbrison und etwa 26 Kilometer westnordwestlich von Saint-Étienne im Forez. Umgeben wird Margerie-Chantagret von den Nachbargemeinden Lavieu und Lézigneux im Norden, Saint-Georges-Haute-Ville im Osten, Soleymieux im Süden, Saint-Jean-Soleymieux im Westen und Südwesten sowie Chazelles-sur-Lavieu im Nordwesten.

## Bevölkerungsentwicklung
| Jahr                       | 1962 | 1968 | 1975 | 1982 | 1990 | 1999 | 2006 | 2017 |
| -------------------------- | ---- | ---- | ---- | ---- | ---- | ---- | ---- | ---- |
| Einwohner                  | 281  | 290  | 264  | 327  | 390  | 510  | 634  | 805  |
| Quellen: Cassini und INSEE |      |      |      |      |      |      |      |      |

## Sehenswürdigkeiten
- Kirche Saint-Victor
- Schloss Rousset mit Ursprüngen aus dem 13. Jahrhundert
- Steinkreuz aus dem 12./13. Jahrhundert, seit 1942 als Monument historique klassifiziert

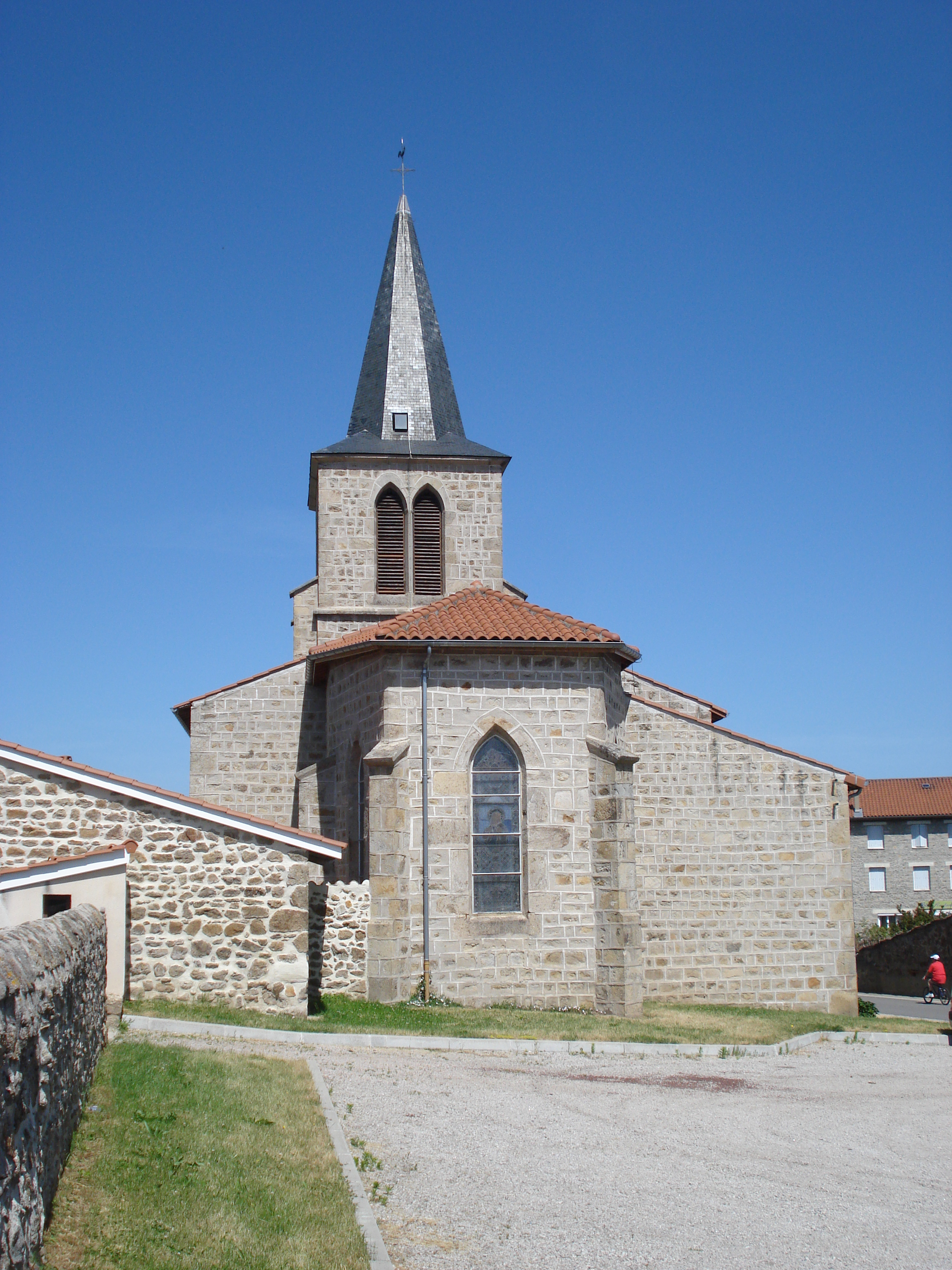
Kirche Saint-Victor